# 異雀三
天燕座β，又名CP-77 1221，HD 149324、SAO 257424、HR 6163，是天燕座的一颗恒星，视星等为4.24，位于銀經314.18，銀緯-20.06，其B1900.0坐标为赤經16h 28m 47.1s，赤緯-77° -20.06′ 29″。